# Духало
Духалото е приспособление от кожа, сковано върху специална рамка, притежаващо подвижен всмукателен клапан, за създаване на въздух под налягане. В ковашките занаятчийски работилници се използва и популярното название мех или мях.
Предназначението на това приспособление е създадената от него въздушна струя да разгаря коксовите въглища в огнището на занаятчийските работилници при горещата обработка на метал. Ковашкият мех обикновено е голямо стационарно приспособление, което се задвижва с физическата сила на работещите. Такова приспособление е използвано и в античната металургия. Понастоящем в ковачниците се използват електрически вентилатори.
Принципът на духалото се използва при направата на малки преносими домашни мехове за разпалване на огъня в камините.
Този принцип е използван и за създаване на налягане от въздушна струя в някои видове музикални инструменти – орган, акордеон, гайда и др.